# 19820 Stowers
19820 Stowers este un asteroid din centura principală de asteroizi.

## Descriere
19820 Stowers este un asteroid din centura principală de asteroizi. A fost descoperit pe 24 septembrie 2000 la Socorro, New Mexico, în cadrul proiectului LINEAR. Asteroidul prezintă o orbită caracterizată de o semiaxă mare de 2,76 ua, o excentricitate de 0,12 și o înclinație de 8,7° în raport cu ecliptica.